# Provincia di San Pedro de Totora
La provincia di San Pedro de Totora è una delle 16 province del dipartimento di Oruro nella Bolivia occidentale. Il capoluogo è la città di Totora.
Al censimento del 2001 possedeva una popolazione di 4.941 abitanti.

## Geografia antropica

### Suddivisioni amministrative
La provincia è formata dal comune di Totora